# تحليل المكونات المستقلة
تحليل المكونات المستقلة

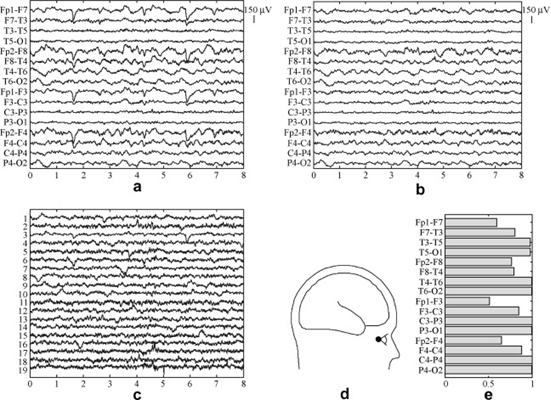
Eelectroencephalo graph

هي طريقة لفصل مجموعة من الإشارات، باعتبار إن الإشارات مستقلة إحصائياً عن بعضها .
لتوضيح الفكرة أكثر سوف نعرضها بمثال مبسط و هو وجود أشخاص كثيرة في حجرة و علينا فصل هذه الأصوات.
في هذه الدراسة سنعرض طريقة تحليل المكونات (العناصر) المستقلة في فصل إشارة كهربية المخ عن الإشارات الناتجة عن حركات العين التي تؤثر بدرجة كبيرة على القياس السليم لإشارة كهربية المخ .
Progress in Natural Science.

## نظرة عامة
إن حركة العين تشكل صعوبة بالغة في تحليل الأشارة الكهربية للمخ.
إن نشاط حركة العين يمكن أن يقاس بطرق عديدة منها:
طريقة وضع حساسات فوق و حول العين ليسجل الإشارة الناتجة عن حركة العين ثم أخذ الإشارة الناتجة عن حركة العين و طرحها من الأشارة الكهربية للمخ.

## تطبيق طريقة تحليل المكونات (العناصر) المستقلة على الإشارة الكهربية للمخ
فاستخدام طريقة تحليل المكونات (العناصر)المستقلة في فصل المصدر للمعلومات الكهربية للمخ هي أفضل الطرق للأسباب الآتية:
- الإشارة الناتجة عن حركة العين و الإشارة الكهربية للمخ كلا منهما له تردد مختلف و خواص مختلف.
- يمكن معرفتها بطريقة سهلة في حالة ان سعة الأشارة الناتجة عن حركة العين عالية و عندما تكون الإشارة بطيئة.

## تحليل كهربية المخ
- إن صفوف المحدد X هي عبارة عن إشارات كهربية المخ بواسطة الحساسات المختلفة و العواميد هي القياسات المسجلة عند نقط مختلفة للوقت

الصفوف لمحدد الخرج U=WX و معكوس W يشير إلى المحدد المختلط .[بحاجة لمصدر]

## وصلات داخلية
- طب
- تحاليل
- تجارب طبية

## روابط خارجية
- وصف التجاربإحدى الشركات الرائدة في النص الكامل قاعدة بيانات علمية مقالات الطرح المجلات العلمية